# Wierchnieje Jakutino
Wierchnieje Jakutino (ros. Верхнее Якутино) – wieś w Rosji, w rejonie wielikoustidzkim obwodu wołogodzkiego. W 2010 r. liczyła 49 mieszkańców.